# Copelatus scaphites
Copelatus scaphites är en skalbaggsart som beskrevs av Guignot 1955. Copelatus scaphites ingår i släktet Copelatus och familjen dykare. Inga underarter finns listade i Catalogue of Life.